# Antonio Martino
Antonio Martino (Messina, 22 dicembre 1942 – Roma, 5 marzo 2022) è stato un politico ed economista italiano.
È stato ministro degli affari esteri e ministro della difesa rispettivamente nel governo Berlusconi I e nei governi Berlusconi II e III, oltreché deputato dal 1994 al 2018.

## Biografia
Figlio del politico Gaetano Martino (promotore della Comunità economica europea nonché , come definito da Cossiga , uno dei padri fondatori dell'organizzazione Gladio) e di Alberta Stagno d'Alcontres, è nato e cresciuto a Messina, per poi trasferirsi a Roma, ove risiedeva.

### Carriera accademica
Laureato in giurisprudenza all'Università di Messina nel 1964, è stato nominato, a seguito di una selezione a livello europeo, "Harkness Fellow of the Commonwealth Fund" per il biennio 1966-1968, specializzandosi al Dipartimento di Economia della University of Chicago, dove è stato allievo di Milton Friedman.
Nel 1970 diviene professore incaricato di Economia Internazionale alla facoltà di Scienze Politiche dell'Università di Messina.
Dal 1979 ha tenuto il corso di storia e politica monetaria alla facoltà di Scienze politiche della Università di Roma "La Sapienza".
È stato docente di economia politica dell'Università LUISS di Roma e preside dal 1992 al 1994.
Dal 2014 in poi era segretario del comitato scientifico della Fondazione Italia USA. Dal maggio 2021 in poi è stato presidente onorario dell'Istituto Milton Friedman.

### Carriera politica
È stato membro del Partito Liberale Italiano, come suo padre Gaetano, e ha tentato di diventarne segretario al Congresso del 1988 come candidato della minoranza. Nel suo intervento iniziale, criticò, seppur indirettamente, la linea favorevole al centro-sinistra di Renato Altissimo, allo stesso tempo opponendosi alle nazionalizzazioni e dirigismo economico che in quel momento avevano mandato in crisi il sistema economico della Repubblica. Ricevette numerosi e ripetuti applausi dalla platea, ma non si concretizzarono in termini di voti; Altissimo venne ri-eletto segretario del partito senza alcuna opposizione significativa. 
Allo scioglimento del PLI, confluisce, assieme ad altri, al nuovo partito di Silvio Berlusconi.
A fine 1993 è stato tra i fondatori di Forza Italia (la sua tessera di partito porta il numero "2", dopo quella di Silvio Berlusconi).

#### Deputato di Forza Italia e Ministro degli affari esteri
Eletto alla Camera dei deputati nel 1994 in Forza Italia, è stato ministro degli affari esteri nel primo governo Berlusconi (carica già ricoperta da suo padre Gaetano dal 1954 al 1957) dal maggio 1994 al gennaio 1995. Rappresentò l'Italia a Vienna alla Conferenza sulla sicurezza e sulla cooperazione in Europa. Fu accusato di "euroscetticismo", anche se in realtà spiegò che era solo contrario all'introduzione dell'euro come moneta unica.
Riconfermato deputato nel 1996 e poi nel 2001 col sistema proporzionale nella lista di Forza Italia in Sicilia.

#### Ministro della difesa
Dall'11 giugno 2001 ha ricoperto la carica di ministro della difesa nei governi Berlusconi II e III (2001-2006).
Nel 2003 Martino sostenne la convinzione che l'Iraq avesse acquistato uranio dal Niger, affermazione che venne inclusa in un documento pubblicato dal numero 10 di Downing Street e intitolato "Iraq's Weapons of Mass Destruction: The assessment of the British Government" (Le armi irachene di distruzione di massa: la valutazione del Governo britannico). Questo documento fu successivamente citato dal presidente degli Stati Uniti George W. Bush, il quale pronunciò sedici parole che da quel momento sarebbero tornate a perseguitarlo: "The British government has learned that Saddam Hussein recently sought significant quantities of uranium from Africa" ("Il governo britannico ha scoperto che Saddam Hussein ha ottenuto notevoli quantità di uranio dall'Africa").
Nel 2004 fu il principale promotore dell'anticipo della sospensione della leva militare, decisa formalmente già nel 2001, ma che doveva iniziare nel 2007: il servizio militare venne così sospeso a tempo indeterminato dal 1º gennaio 2005, esentando anche tutti coloro che avevano ottenuto i rinvii per motivi di studio o altro. In parallelo promosse un'accelerazione nello sviluppo del già presente esercito di volontari professionisti.
Nelle elezioni politiche del 2006 Martino venne rieletto alla Camera dei deputati nel collegio "Sicilia 2" in Forza Italia.

#### Deputato del Popolo della Libertà
Riconfermato alla Camera per la XVI legislatura nel 2008 nella lista del PdL nel collegio Sicilia 2. Dal 2008 collabora frequentemente con l'Istituto Bruno Leoni, think tank liberale con sede a Torino.
Dopo la rielezione a Montecitorio nel 2013 sostiene la rinascita di Forza Italia promossa da Berlusconi, nella quale rappresenta il principale esponente dell'area liberale e liberista.
Nel 2015 viene indicato dallo stesso Berlusconi come il candidato dei moderati come Presidente della Repubblica italiana da spendere come candidato di bandiera nelle prime tre votazioni dopo un incontro con Area Popolare (NCD-UDC) guidata da Angelino Alfano. Tuttavia le forze centriste hanno detto di votare scheda bianca e anche da Forza Italia si è arrivati a questo orientamento. Martino stesso si è considerato lusingato per l'incarico ma ha detto di non essere disponibile alle elezioni del Presidente della Repubblica italiana; riceve lo stesso due voti.

#### Il ritiro e la morte
Dopo 24 anni trascorsi ininterrottamente in Parlamento non si ricandida alle elezioni politiche del 2018.
Muore a Roma il 5 marzo 2022 all'età di 79 anni. Dopo un primo funerale tenutosi l'8 marzo nella Basilica di San Lorenzo in Lucina alla presenza delle autorità politiche e militari, una seconda messa esequiale è stata celebrata il giorno successivo dal vescovo ausiliare Cesare Di Pietro nella Basilica Cattedrale protometropolitana di Santa Maria Assunta, prima della sepoltura nel cimitero monumentale di Messina.

## Vita privata
Era sposato con Carol Erickson, cittadina statunitense.

## Pensiero economico
Antonio Martino si definiva "semplicemente liberale": nella sua produzione letteraria si nota l'influenza che il suo professore a Chicago, il premio Nobel per l'economia Milton Friedman, ha avuto sul suo pensiero.
Nell'opera Semplicemente liberale sostiene che il fallimento delle politiche stataliste è dovuto a ragioni non solo tecnico-economiche, ma ancor prima etiche e filosofiche. Ogni società fondata sullo statalismo, sia esso marxista, fascista, democratico, è destinata a rovinare per il semplice fatto che è in sé dispotica, in quanto assegna a una oligarchia il potere di imporre regole di vita, sul presupposto che gli individui siano incapaci di badare a sè stessi: di qui la pretesa di proteggerli e di soccorrerli con la costrizione.
Nel 2008 pubblica Liberalismo quotidiano, testimonianza della tenace battaglia condotta da un economista che non ha disdegnato di scendere dalla cattedra per illustrare con linguaggio comprensibile a tutti la logica e il valore etico delle scelte liberali da lui sostenute:
Per la sua posizione liberista in economia, ha avuto divergenze con l'ex ministro dell'economia Giulio Tremonti, accusato da Martino di avere posizioni illiberali e anti-mercato.

## Curiosità
- Nella residenza del Gran Maestro della P2 Licio Gelli fu trovata la documentazione della sua domanda di iscrizione alla P2, firmata in data 6 luglio 1980. Martino dichiarò che la domanda gli era stata fatta firmare da un amico nel 1980 cambiando poi idea e non entrando nella loggia massonica segreta[15]. Non figura d'altronde nella lista degli appartenenti alla P2.
- Dal 1988 al 1990 è stato presidente della Mont Pelerin Society, l'organizzazione internazionale fondata da Friedrich von Hayek, che raccoglie molti economisti liberali[16].

## Opere
- Appunti di economia internazionale, Roma, Ricerche, 1970.
- Scritti monetari, Roma, La cultura, 1975.
- Che cos'è l'inflazione. L'origine e la definizione del fenomeno, Novara, Edipem, 1977.
- Un reddito garantito per tutti?, a cura di, Torino, Centro di ricerca e documentazione Luigi Einaudi, 1977.
- Fisco. Anarchia o legalità costituzionale?, Roma, CREA, 1986.
- Noi e il fisco. La crescita della fiscalità arbitraria. Cause, conseguenze, rimedi, Pordenone, Studio Tesi, 1987.
- Le conseguenze non intenzionali della teoria keynesiana, Roma, LUISS, 1991.
- Economia di mercato fondamento delle libertà politiche, Roma, Borla, 1994..
- La rivolta liberale, intervista di Edoardo Narduzzi e Lorenzo Scheggi Merlini, Milano, Sperling & Kupfer, 1994.
- Lezioni di economia politica II, raccolte da Giuseppina Gianfreda, Padova, CEDAM, 1994.
- Milton Friedman, Teramo, Giunti & Lisciani, 1994.
- Fatti e cronache della politica estera italiana. Maggio-dicembre 1994, Roma, Associazione italiana per gli studi di politica estera, 1994.
- Solidarietà, mercato e scuola libera, con Dario Antiseri e Clemente Riva, Roma, Gangemi, 1995.
- Economia e libertà, Soveria Mannelli, Rubbettino, 1996.
- Stato padrone, Milano, Sperling & Kupfer, 1997.
- Lezioni di economia politica I, Padova, CEDAM, 2000.
- Semplicemente liberale, Macerata, Liberilibri, 2004.
- Milton Friedman. Una biografia intellettuale, Soveria Mannelli-Treviglio, Rubbettino-Leonardo Facco, 2005.
- Liberalismo quotidiano, Macerata, Liberilibri, 2008.
- Il terzo strapotere. La giustizia e i cittadini, con Fabio Florindi, Milano, Bibliotheca Albatros, 2010.